# 시에라리온 축구 협회
시에라리온 축구 협회(영어: Sierra Leone Football Association, SLFA)는 시에라리온의 축구를 관장하는 기관이다. 1960년에 설립되었으며 같은 해 FIFA에 가입되어 있다. 시에라리온 축구 협회는 시에라리온 내셔널 프리미어 리그, 시에라리온 FA컵, 17세 이하, 20세 이하, 23세 이하, 성인 국가대표팀 등 국내 리그를 조직하고 운영한다. 시에라리온 축구 협회는 2021년 6월에 선출된 토머스 대디 브리마 회장이 이끄는 선출된 집행위원으로 구성되어 있다.

## 같이 보기
- 아프리카 축구 연맹
- 서아프리카 축구 연맹
- 시에라리온 축구 국가대표팀
- 시에라리온 여자 축구 국가대표팀